# Вагіф Мустафазаде
Мустафазаде Вагіф Азіз огли (азерб. Mustafazadə Vaqif Əziz oğlu (16 березня 1940 — 16 грудня 1979) — азербайджанський джазовий композитор і піаніст.
Музичну освіту здобув у Бакінському училищі та консерваторії, яку, однак кинув після року навчання. 1965 року він очолив музичний гурт «Ореро», а з 1970 джазове тріо «Кавказ» при Грузинській філармонії. Починаючи з 1968 Мустафазаде вів активну гастрольну діяльність в СРСР, а в 1970 — в Латинській Америці. Був лауреатом джазових фестивалів «Tallinn-66», «Caz-69», здобув першу премію на VIII міжнародному конкурсі джазових композиторів в Монако за пісню «Waiting for Aziza». Ця пісня стала останньою виконаною Мустафазаде — під час її виконання у Ташкенті Мустафазаде раптово помер від серцевого нападу прямо на сцені.
Вагіф Мустафазаде підкорював слухачів своєю самобутністю, віртуозною технікою, своєрідною гармонійною мовою. Він першим використав у джазі азербайджанський колорит, мугами і став основоположником азербайджанського джазу. Автор безлічі власних джазових композицій та обробок, Мустафазаде писав також симфонічну і камерну музику. У Спілці композиторів Азербайджанської РСР з великим успіхом був прийнятий, написаний ним концерт для фортепіано та симфонічного оркестру, де Мустафазаде продемонстрував свої величезні можливості і в цьому напрямку. Йому належить також безліч камерних фортепіанних п'єс.

## Висловлювання про Вагіф Мустафазаде
- «Його музика дивно сучасна, і в той же час від неї віє таїнствами стародавніх кавказьких мелодій, оспіваних поетами не одного покоління. Це казка, розказана Шехерезадою в 1002 ніч!» — шведський піаніст Юханссон.
- «В. Мустафа-заде — один з найкращих піаністів світу» — президент Вашингтонського джаз-клубу Д. Бекер.
- «В. Мустафа-заде — піаніст, який має свій, яскраво виражений почерк. Він чудово грає свій джаз, вміло використовує азербайджанський колорит. Він сміливо може бути прикладом для багатьох джазменів» — П. Бродівський (Польща).

## Твори
Парафраз На Тему «Песни Про Рушничок» П. Майбороды - лінк на youtube [Архівовано 9 серпня 2020 у Wayback Machine.]